# Châtel-Montagne
Pour les articles homonymes, voir Chatel.
Châtel-Montagne (châtelois : Châté) est une commune française rurale, située dans le département de l'Allier en région Auvergne-Rhône-Alpes. Niché dans la Montagne bourbonnaise, ce village est un lieu chargé d'histoire.
Au recensement de 2022, elle est peuplée de 321 habitants, appelés les Châtelois et les Châteloises.

## Géographie

### Localisation
Châtel-Montagne est située au sud-est du département de l'Allier, au cœur de la Montagne bourbonnaise.
Sept communes sont limitrophes :
| Isserpent  | Le Breuil                          | Arfeuilles              |
|            | Châtel-Montagne                    |                         |
| Nizerolles | Le Mayet-de-Montagne Saint-Clément | Saint-Nicolas-des-Biefs |

### Hydrographie
La Besbre, affluent de la Loire, coule à l'ouest de la commune.

### Climat
Pour des articles plus généraux, voir Climat d'Auvergne-Rhône-Alpes et Climat de l'Allier.
En 2010, le climat de la commune est de type climat océanique dégradé des plaines du Centre et du Nord, selon une étude du CNRS s'appuyant sur une série de données couvrant la période 1971-2000. En 2020, Météo-France publie une typologie des climats de la France métropolitaine dans laquelle la commune est exposée à un climat de montagne ou de marges de montagne et est dans une zone de transition entre les régions climatiques « Centre et contreforts nord du Massif Central » et « Nord-est du Massif Central ».
Pour la période 1971-2000, la température annuelle moyenne est de 10,2 °C, avec une amplitude thermique annuelle de 15,7 °C. Le cumul annuel moyen de précipitations est de 980 mm, avec 11,6 jours de précipitations en janvier et 8,1 jours en juillet. Pour la période 1991-2020, la température moyenne annuelle observée sur la station météorologique de Météo-France la plus proche, « Mayet-de-Montagne », sur la commune du Mayet-de-Montagne à 5 km à vol d'oiseau, est de 10,9 °C et le cumul annuel moyen de précipitations est de 979,2 mm,. Pour l'avenir, les paramètres climatiques de la commune estimés pour 2050 selon différents scénarios d'émission de gaz à effet de serre sont consultables sur un site dédié publié par Météo-France en novembre 2022.

## Urbanisme

### Typologie
Au 1er janvier 2024, Châtel-Montagne est catégorisée commune rurale à habitat très dispersé, selon la nouvelle grille communale de densité à 7 niveaux définie par l'Insee en 2022.
Elle est située hors unité urbaine et hors attraction des villes,.

### Occupation des sols

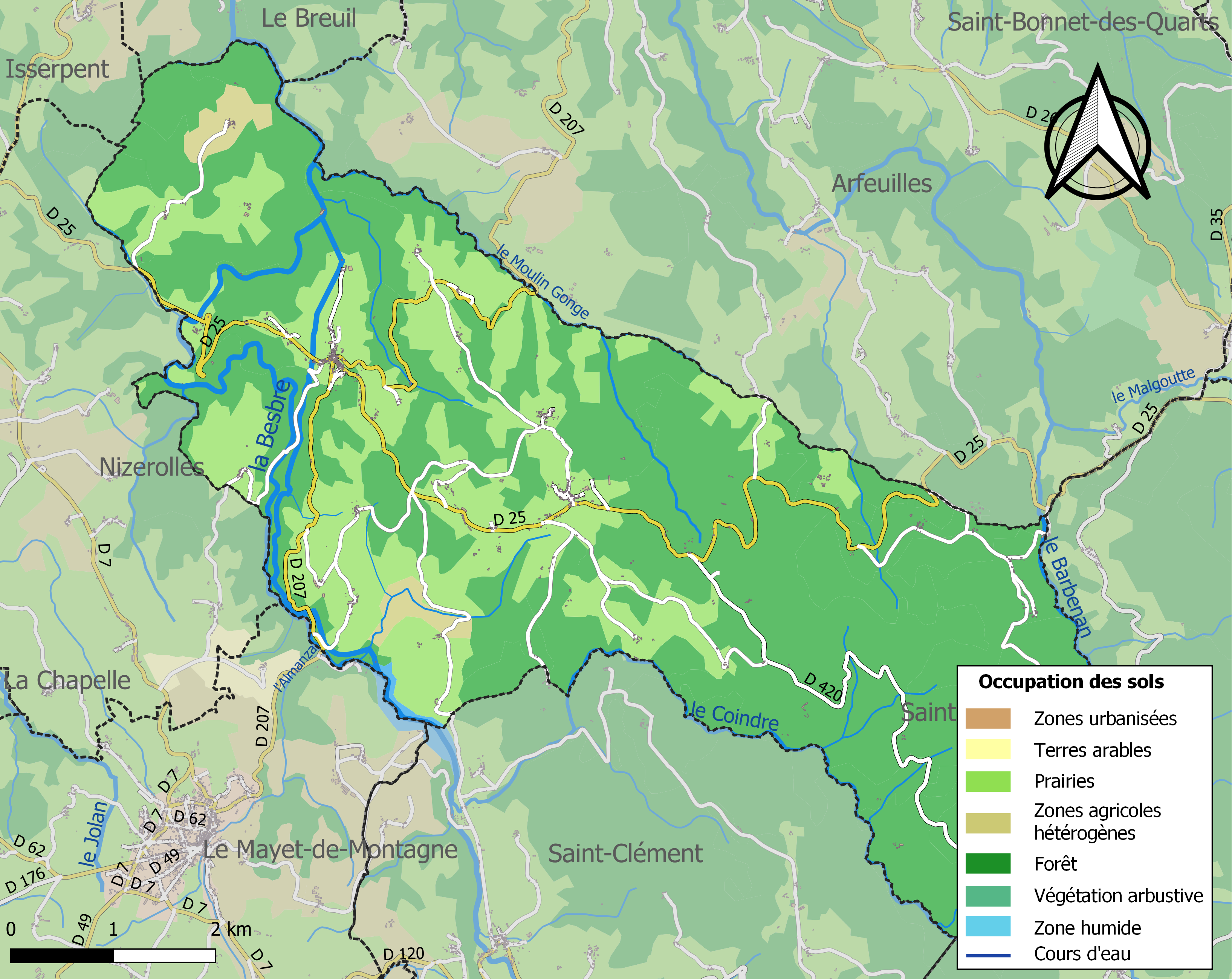
Carte des infrastructures et de l'occupation des sols de la commune en 2018 (CLC).

L'occupation des sols de la commune, telle qu'elle ressort de la base de données européenne d’occupation biophysique des sols Corine Land Cover (CLC), est marquée par l'importance des forêts et milieux semi-naturels (70,4 % en 2018), une proportion sensiblement équivalente à celle de 1990 (70,3 %). La répartition détaillée en 2018 est la suivante : forêts (70,4 %), prairies (27,8 %), zones agricoles hétérogènes (1,7 %), eaux continentales (0,2 %).
L'IGN met par ailleurs à disposition un outil en ligne permettant de comparer l’évolution dans le temps de l’occupation des sols de la commune (ou de territoires à des échelles différentes). Plusieurs époques sont accessibles sous forme de cartes ou photos aériennes : la carte de Cassini (XVIIIe siècle), la carte d'état-major (1820-1866) et la période actuelle (1950 à aujourd'hui).

### Logement
En 2022, la commune comptait 400 logements, contre 384 en 2016 et 374 en 2011. Parmi ces logements, 45,3 % étaient des résidences principales, 43,7 % des résidences secondaires et 11,0 % des logements vacants. Ces logements étaient pour 98,9 % d'entre eux des maisons individuelles et pour 1,1 % des appartements.
La proportion des résidences principales, propriétés de leurs occupants était de 80,1 %, en baisse par rapport à 2016 (81,5 %) mais en hausse par rapport à 2011 (78,4 %). La part de logements HLM loués vides était de 0,6 % (contre 0 % en 2015 et 0,5 % en 2010).
La communauté d'agglomération Vichy Communauté a élaboré un programme local de l'habitat (PLH), approuvé le 5 décembre 2019 et valable pour la période 2020-2025, qui fixe quatre orientations (reconquête de l'habitat en centre-bourg, adaptation et diversification de l'habitat pour répondre aux besoins des habitants, promotion d'un habitat durable et performant, animation, mise en œuvre et évaluation de la politique de l'habitat). Châtel-Montagne fait partie des pôles de proximité de l'intercommunalité (secteur 1 ex-CCMB), dont les besoins sont de 90 % de constructions neuves (70 % sur terrains nus et 20 % après démolition). Pour les dix communes du secteur 1 ex-CCMB, les besoins en résidences principales sont de 70 constructions neuves sur terrains nus, 20 constructions neuves après démolition et la remise sur le marché de dix logements vacants. La consommation foncière prévue par ce PLH est de 7 hectares.

### Planification de l'aménagement
L'ancienne communauté de communes de la Montagne bourbonnaise, dont Châtel-Montagne était membre, avait élaboré un plan local d'urbanisme intercommunal (PLUi). À la suite de sa fusion avec la communauté d'agglomération de Vichy Val d'Allier le 1er janvier 2017, c'est Vichy Communauté qui se charge de l'élaboration de ce document. Ce PLUi, approuvé en conseil communautaire le 31 mars 2022, est exécutoire depuis le 13 mai 2022.

### Voies de communication et transports

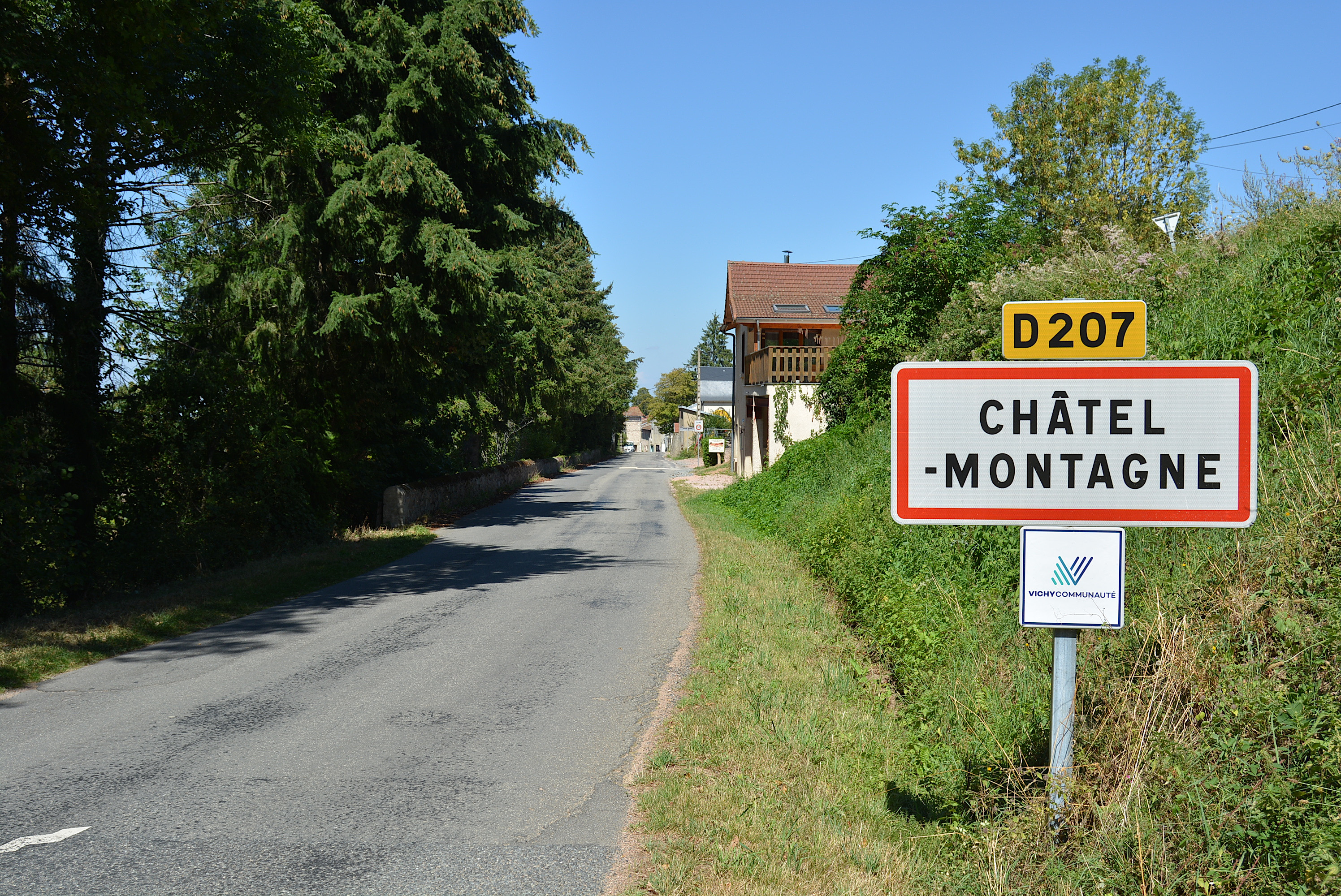
Entrée par la D 207 depuis Le Mayet-de-Montagne.

La commune est traversée par les routes départementales 25 (axe de Cusset au département de la Loire aux portes de Roanne, aux environs d'Ambierle et de Renaison), 207 (d'Arfeuilles au Mayet-de-Montagne) et 420 (vers Saint-Nicolas-des-Biefs).

### Risques naturels et technologiques
La commune est soumise à plusieurs risques : feu de forêt et risque sismique (zone de sismicité de niveau 2). Elle n'a pas élaboré de DICRIM.

## Histoire
Le village de Châtel-Montagne était autrefois le siège d'une baronnie importante dépendant de la seigneurie, puis duché de Bourbon (des vestiges du château médiéval, tombé en ruine avant la Révolution, subsistent de nos jours).
Un prieuré clunisien est fondé à la fin du XIe siècle, sous l'abbatiat de saint Hugues de Cluny (Hugues de Semur). Au début du XIIe siècle commence la construction de l'église Notre-Dame. Le prieuré souffrit des troubles du XIVe siècle et disparut au XVe siècle.
Pendant la Révolution française, la commune porta le nom de Mont-sur-Besbre.
Elle fit d'abord partie du canton d'Arfeuilles, puis, à partir de 1801, de celui du Mayet-de-Montagne. Après les élections départementales qui ont eu lieu en mars 2015, la commune est rattachée au canton de Lapalisse.
Pendant la Seconde Guerre mondiale, le 6 février 1945, six aviateurs américains ont péri dans le crash de leur avion au lieu-dit « Charnant » sur le territoire de la commune.

## Politique et administration

### Découpage territorial
La commune de Châtel-Montagne est membre de la communauté d'agglomération Vichy Communauté, un établissement public de coopération intercommunale (EPCI) à fiscalité propre créé le 1er janvier 2017 dont le siège est à Vichy. Ce dernier est par ailleurs membre d'autres groupements intercommunaux.
Sur le plan administratif, elle est rattachée à l'arrondissement de Vichy, au département de l'Allier, en tant que circonscription administrative de l'État, et à la région Auvergne-Rhône-Alpes.
Sur le plan électoral, elle dépend du canton de Lapalisse pour l'élection des conseillers départementaux, depuis le redécoupage cantonal de 2014 entré en vigueur en 2015, et de la troisième circonscription de l'Allier pour les élections législatives, depuis le dernier découpage électoral de 2010.

### Élections municipales et communautaires

#### Élections de 2020
Le conseil municipal de Châtel-Montagne, commune de moins de 1 000 habitants, est élu au scrutin majoritaire plurinominal à deux tours avec candidatures isolées ou groupées et possibilité de panachage. Compte tenu de la population communale, le nombre de sièges à pourvoir lors des élections municipales de 2020 est de 11. Sur les dix-neuf candidats en lice, onze ont été élus dès le premier tour, le 15 mars 2020, avec un taux de participation de 67,30 %.

#### Liste des maires

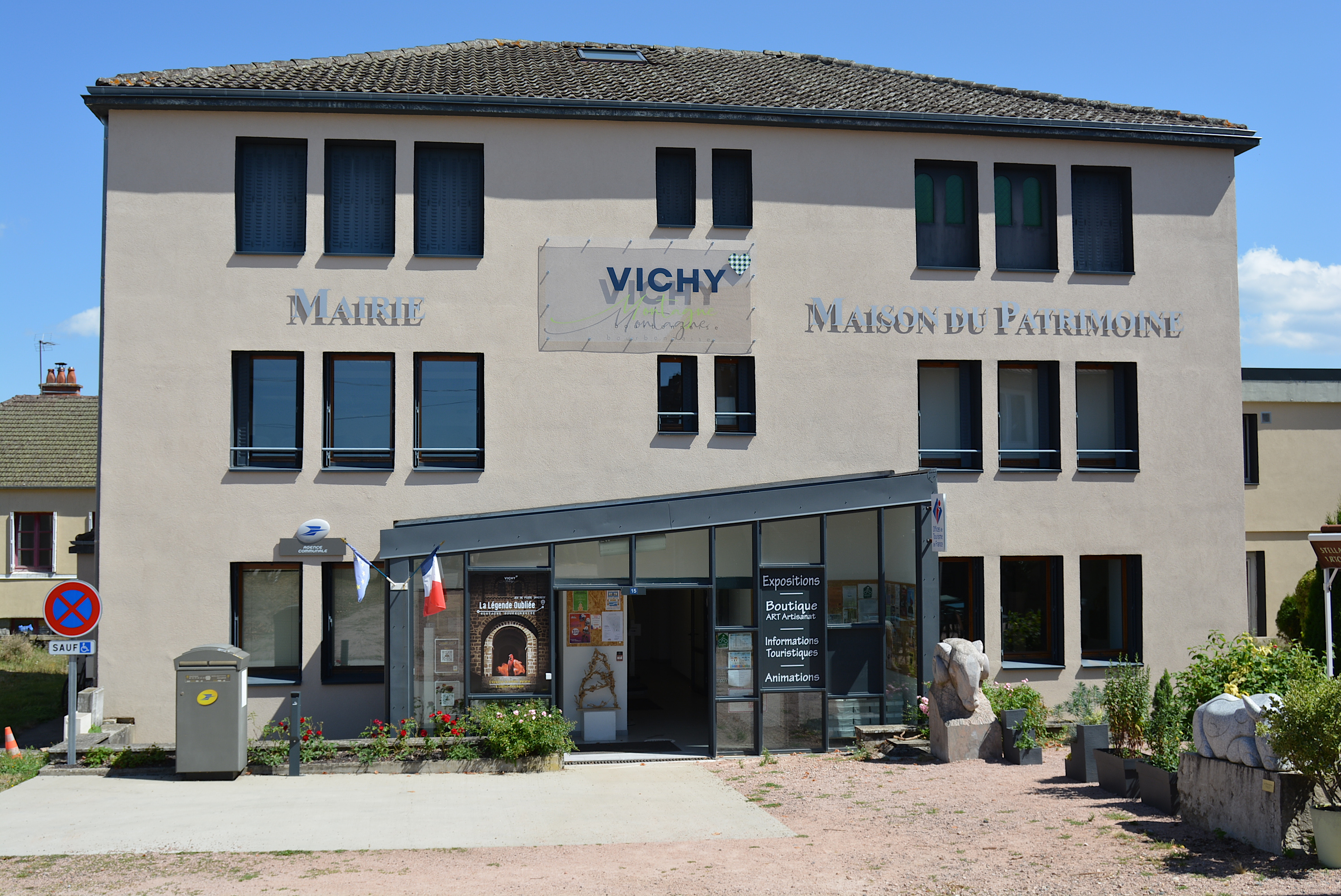
La mairie, qui abrite aussi la maison du patrimoine.

| Période                                  | Période                       | Identité               | Étiquette | Qualité |
| ---------------------------------------- | ----------------------------- | ---------------------- | --------- | --- |
| Les données manquantes sont à compléter. |                               |                        |           | |
| avant 1988                               | ?                             | Jean Forestier         |           | |
| mars 2001                                | juin 2009                     | Michel Etien           |           | |
| juin 2009                                | mars 2014                     | Gauthier David         |           | |
| mars 2014                                | mai 2020                      | Mme Françoise Semonsut | DVG       | Retraitée de la fonction publique |
| mai 2020                                 | En cours (au 28 juillet 2024) | Jean-Claude Brat       | DVD (URB) | Laborantin 14e vice-président de la communauté d'agglomération Vichy Communauté chargé du tourisme et des activités de pleine nature (depuis 2020) |

## Équipements et services publics

### Eau, assainissement et déchets
La gestion des déchets est assurée par le SICTOM Sud-Allier.
Les compétences eau et assainissement sont assurées par la communauté d'agglomération Vichy Communauté depuis le 1er janvier 2018 ; elles l'étaient auparavant par le SIVOM Vallée de la Besbre.

### Enseignement
Châtel-Montagne dépend de l'académie de Clermont-Ferrand. Elle gérait l'école élémentaire publique Claudius-Meunier jusqu'à sa fermeture en 2017 ; les élèves vont désormais au Mayet-de-Montagne,.
Les collégiens sont scolarisés au Mayet-de-Montagne et les lycéens au lycée Albert-Londres à Cusset.

### Postes et télécommunications
La commune dispose d'une agence postale.

### Santé
Un docteur en médecine générale est implanté sur le territoire communal.[réf. souhaitée]

## Population et société

### Démographie

#### Évolution démographique
Les habitants de la commue sont appelés les Châtelois,.
L'évolution du nombre d'habitants est connue à travers les recensements de la population effectués dans la commune depuis 1793. Pour les communes de moins de 10 000 habitants, une enquête de recensement portant sur toute la population est réalisée tous les cinq ans, les populations de référence des années intermédiaires étant quant à elles estimées par interpolation ou extrapolation. Pour la commune, le premier recensement exhaustif entrant dans le cadre du nouveau dispositif a été réalisé en 2004.

En 2022, la commune comptait 321 habitants, en évolution de −10,58 % par rapport à 2016 (Allier : −1,38 %, France hors Mayotte : +2,11 %).
| 1793  | 1800  | 1806  | 1821  | 1831  | 1836  | 1841  | 1846  | 1851  |
| ----- | ----- | ----- | ----- | ----- | ----- | ----- | ----- | ----- |
| 1 593 | 1 098 | 1 029 | 1 080 | 1 768 | 2 070 | 2 031 | 1 950 | 1 885 |

| 1856  | 1861  | 1866  | 1872  | 1876  | 1881  | 1886  | 1891  | 1896  |
| ----- | ----- | ----- | ----- | ----- | ----- | ----- | ----- | ----- |
| 1 761 | 1 607 | 1 706 | 1 689 | 1 679 | 1 668 | 1 794 | 1 735 | 1 681 |

| 1901  | 1906  | 1911  | 1921  | 1926  | 1931  | 1936  | 1946 | 1954 |
| ----- | ----- | ----- | ----- | ----- | ----- | ----- | ---- | ---- |
| 1 634 | 1 508 | 1 373 | 1 121 | 1 055 | 1 412 | 1 002 | 911  | 804  |

| 1962 | 1968 | 1975 | 1982 | 1990 | 1999 | 2004 | 2006 | 2009 |
| ---- | ---- | ---- | ---- | ---- | ---- | ---- | ---- | ---- |
| 724  | 572  | 501  | 426  | 400  | 373  | 427  | 426  | 415  |

| 2014 | 2019 | 2022 | - | - | - | - | - | - |
| ---- | ---- | ---- | - | - | - | - | - | - |
| 366  | 324  | 321  | - | - | - | - | - | - |

#### Pyramide des âges
En 2021, le taux de personnes d'un âge inférieur à 30 ans s'élève à 17,3 %, soit en dessous de la moyenne départementale (29,0 %). À l'inverse, le taux de personnes d'âge supérieur à 60 ans est de 45,9 % la même année, alors qu'il est de 35,6 % au niveau départemental.
En 2021, la commune comptait 164 hommes pour 157 femmes, soit un taux de 51,09 % d'hommes, largement supérieur au taux départemental (47,97 %).
Les pyramides des âges de la commune et du département s'établissent comme suit :
| Hommes | Classe d’âge | Femmes |
| ------ | ------------ | ------ |
| 1,9    | 90 ou +      | 2,6    |
| 14,8   | 75-89 ans    | 17,0   |
| 27,2   | 60-74 ans    | 28,5   |
| 24,5   | 45-59 ans    | 28,3   |
| 12,0   | 30-44 ans    | 8,7    |
| 14,0   | 15-29 ans    | 7,3    |
| 5,6    | 0-14 ans     | 7,5    |

| Hommes | Classe d’âge | Femmes |
| ------ | ------------ | ------ |
| 1,2    | 90 ou +      | 3      |
| 10     | 75-89 ans    | 13,4   |
| 21,3   | 60-74 ans    | 22     |
| 20,6   | 45-59 ans    | 19,6   |
| 15,7   | 30-44 ans    | 15     |
| 15,6   | 15-29 ans    | 12,9   |
| 15,7   | 0-14 ans     | 14     |

### Sports et loisirs
- Plan d'eau de Saint-Clément, à cheval entre les communes du Mayet-de-Montagne, de Saint-Clément et de Châtel-Montagne : base de loisirs aménagée pour la pratique des sports nautiques (canoë-kayak, paddle, water-bike) et de la tyrolienne. D'une superficie de 27 hectares, il est classé « grand lac intérieur de montagne » ; la pêche (truite fario, brochet, carpe de nuit) y est autorisée toute l'année[35]. Le tour du plan d'eau (5 km), passant en aval du barrage, a été aménagé en juillet 2021[36].

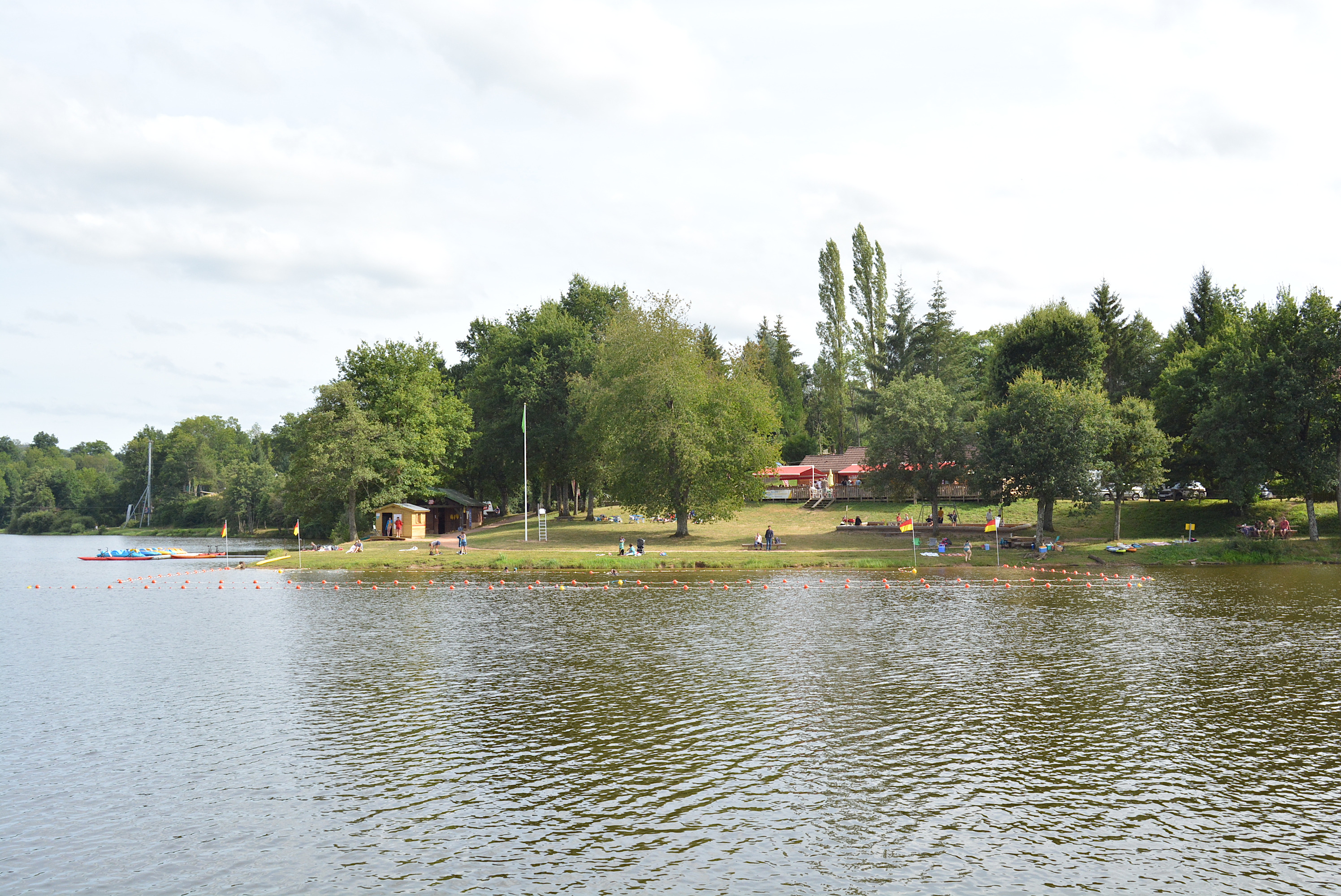
Base de loisirs du plan d'eau de Saint-Clément.
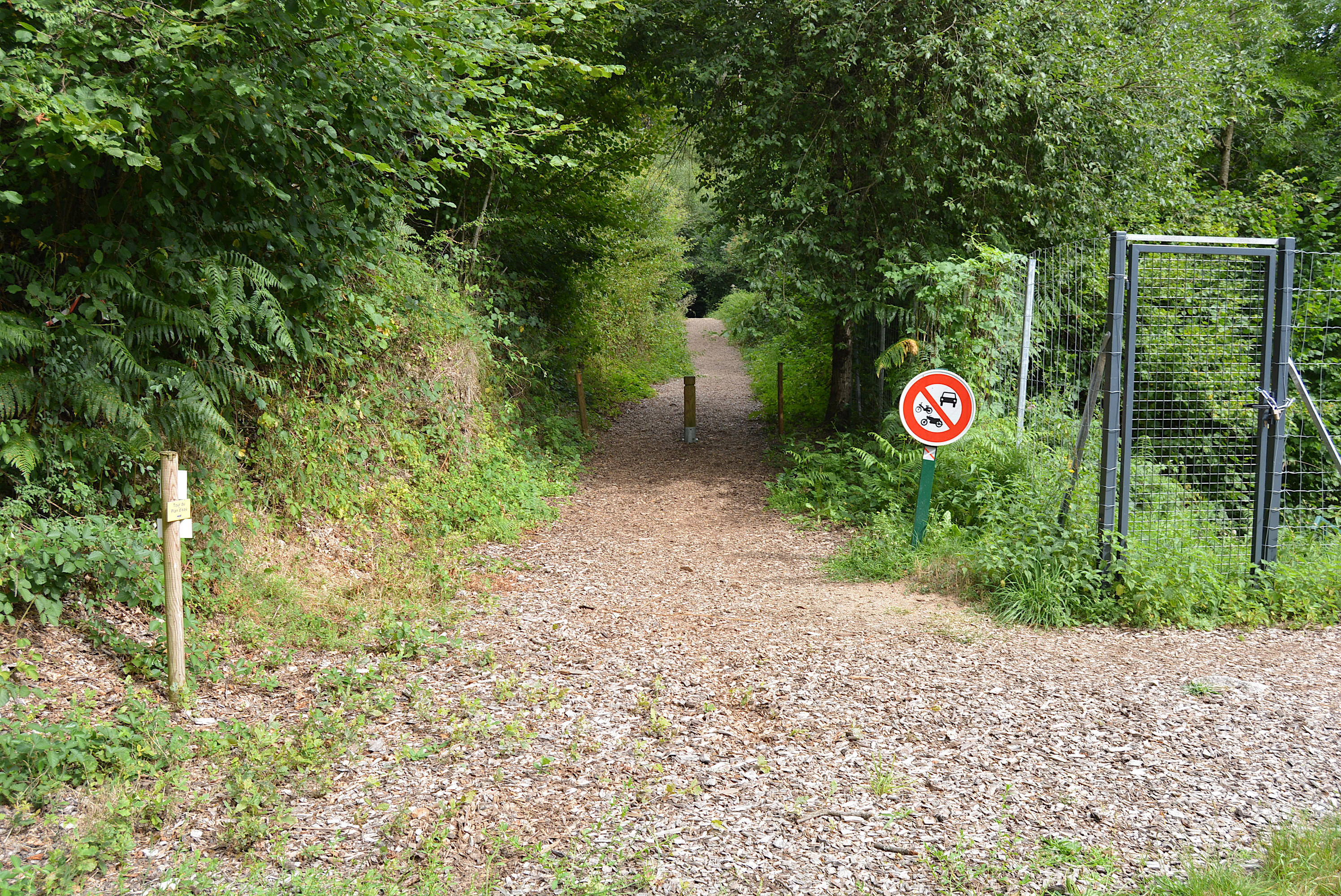
Depuis la D 207 et le pont sur la Besbre.

## Économie

### Revenus de la population et fiscalité
En 2021, la commune comptait 175 ménages fiscaux. Le revenu fiscal médian par ménage s'élevait à 17 980 €.

### Emploi
En 2022, la population âgée de 15 à 64 ans s'élevait à 186 personnes, parmi lesquelles on comptait 72,1 % d'actifs dont 58,5 % ayant un emploi et 13,6 % de chômeurs.
On comptait 48 emplois dans la zone d'emploi. Le nombre d'actifs ayant un emploi résidant dans la zone étant de 110, l'indicateur de concentration d'emploi est de 43,7 %, ce qui signifie que la commune offre moins d'un emploi par habitant actif.
65 des 110 personnes âgées de 15 ans ou plus (soit 59,1 %) sont des salariés. 30,9 % des actifs travaillent dans la commune de résidence.

### Entreprises et commerces
En 2022, Châtel-Montagne comptait 36 unités légales économiquement actives et 39 établissements économiquement actifs.
La commune dispose d'une épicerie associative solidaire, sous gestion d'habitants de la commune ; ce commerce propose des produits locaux et des produits de la vie courante.
Un bar avec espace presse et un restaurant sont également implantés sur la commune.

### Tourisme
Un office de tourisme est implanté sur le territoire communal.
Les touristes, attirés par l'église romane, peuvent découvrir au détour des ruelles de nombreux ateliers d'artistes et artisans d'art et des boutiques d'artisanat. La commune a favorisé le développement de ce « village d'artistes ». La Maison du Patrimoine, sur la place du village et à proximité de l'église, propose des salles d'exposition (dont une exposition permanente sur l'art roman et la construction de l'église Notre-Dame), un point d'accueil touristique, une librairie régionale, une boutique de produits du terroir, une boutique d'artisanat.
La commune comptait, en 2025, deux campings (un non classé et un classé trois étoiles).

## Culture locale et patrimoine

### Lieux et monuments
- Église Notre-Dame de Châtel-Montagne, chef-d'œuvre de l'art roman auvergnat, classé monument historique, daté du XIIe siècle.
- Débris du château féodal, vaste enceinte flanquée de sept tours, sur un promontoire dominant la Besbre[39].
- Motte de Villefort[39].
- Soldat blessé, œuvre de Raymond Léon Rivoire sur le monument aux morts.

### Héraldique
| D'or à l'aigle de gueules. | Le blasonnement est : D'or à l'aigle de gueules. |